# Serie Mundial de 1978
La Serie Mundial de 1978 fue disputada entre Los Angeles Dodgers y New York Yankees.
Los New York Yankees resultaron ganadores al vencer en la serie por 4 partidos a 2.

## Desarrollo

### Juego 1
| Equipo      | 1 | 2 | 3 | 4 | 5 | 6 | 7 | 8 | 9 | C  | H  | E |
| ----------- | - | - | - | - | - | - | - | - | - | -- | -- | - |
| New York    | 0 | 0 | 0 | 0 | 0 | 0 | 3 | 2 | 0 | 5  | 9  | 1 |
| Los Angeles | 0 | 3 | 0 | 3 | 1 | 0 | 3 | 1 | X | 11 | 15 | 2 |

LG: Tommy John (1–0)  LP: Ed Figueroa (0–1)  
HRs:  NYY – Reggie Jackson (1)  LAD – Dusty Baker (1), Davey Lopes 2 (2)

### Juego 2
| Equipo      | 1 | 2 | 3 | 4 | 5 | 6 | 7 | 8 | 9 | C | H  | E |
| ----------- | - | - | - | - | - | - | - | - | - | - | -- | - |
| New York    | 0 | 0 | 2 | 0 | 0 | 0 | 1 | 0 | 0 | 3 | 11 | 0 |
| Los Angeles | 0 | 0 | 0 | 1 | 0 | 3 | 0 | 0 | X | 4 | 7  | 0 |

LG: Burt Hooton (1–0)  LP: Catfish Hunter (0–1)  SV: Bob Welch (1)  
HRs:  LAD – Ron Cey (1)

### Juego 3
| Equipo      | 1 | 2 | 3 | 4 | 5 | 6 | 7 | 8 | 9 | C | H  | E |
| ----------- | - | - | - | - | - | - | - | - | - | - | -- | - |
| Los Angeles | 0 | 0 | 1 | 0 | 0 | 0 | 0 | 0 | 0 | 1 | 8  | 0 |
| New York    | 1 | 1 | 0 | 0 | 0 | 0 | 3 | 0 | X | 5 | 10 | 1 |

LG: Ron Guidry (1–0)  LP: Don Sutton (0–1)  
HRs:  NYY – Roy White (1)

### Juego 4
| Equipo      | 1 | 2 | 3 | 4 | 5 | 6 | 7 | 8 | 9 | 10 | C | H | E |
| ----------- | - | - | - | - | - | - | - | - | - | -- | - | - | - |
| Los Angeles | 0 | 0 | 0 | 0 | 3 | 0 | 0 | 0 | 0 | 0  | 3 | 6 | 1 |
| New York    | 0 | 0 | 0 | 0 | 0 | 2 | 0 | 1 | 0 | 1  | 4 | 9 | 0 |

LG: Goose Gossage (1–0)  LP: Bob Welch (0–1)  
HRs:  LAD – Reggie Smith (1)

### Juego 5
| Equipo      | 1 | 2 | 3 | 4 | 5 | 6 | 7 | 8 | 9 | C  | H  | E |
| ----------- | - | - | - | - | - | - | - | - | - | -- | -- | - |
| Los Angeles | 1 | 0 | 1 | 0 | 0 | 0 | 0 | 0 | 0 | 2  | 9  | 3 |
| New York    | 0 | 0 | 4 | 3 | 0 | 0 | 4 | 1 | X | 12 | 18 | 0 |

LG: Jim Beattie (1–0)  LP: Burt Hooton (1–1)  

### Juego 6
| Equipo      | 1 | 2 | 3 | 4 | 5 | 6 | 7 | 8 | 9 | C | H  | E |
| ----------- | - | - | - | - | - | - | - | - | - | - | -- | - |
| New York    | 0 | 3 | 0 | 0 | 0 | 2 | 2 | 0 | 0 | 7 | 11 | 0 |
| Los Angeles | 1 | 0 | 1 | 0 | 0 | 0 | 0 | 0 | 0 | 2 | 7  | 1 |

LG: Catfish Hunter (1–1)  LP: Don Sutton (0–2)  
HRs:  NYY – Reggie Jackson (2)  LAD – Davey Lopes (3)
|                                                           |
| Campeón de las Grandes Ligas New York Yankees 22.º título |